# Marnixstraat (Leiden)
De Marnixstraat is een straat in de Nederlandse stad Leiden. De Marnixstraat loopt vanaf de Maresingel tot aan de Willem de Zwijgerlaan. 
Zijstraten die op de Marnixstraat uitkomen zijn het Daendelspad, Van der Duynstraat, Alexander Gogelstraat, Van Limburg Stirumstraat, Anna van Saksenstraat (met daar tegenover een plantsoen), Molenstraat en de Louise de Colignystraat. De Marnixstraat is ongeveer 450 meter lang. De straat is vernoemd naar de staatsman en schrijver Filips van Marnix (1540-1598).

## Geschiedenis
De Marnixstraat maakt deel uit van de wijk Leiden-Noord. Dit gebied tussen  de Haarlemmertrekvaart en de Marnixstraat evenals het gebied rond de Sophiastraat werd in 1896 bij Leiden gevoegd. Daarvoor maakte het nog deel uit van Leiderdorp. De Marnixstraat heeft veel nieuwbouw, maar ook heeft het nog wat oude panden zoals onder andere op nummer 35 waar in de gevel zich een gevelsteen bevindt. Op de hoek van de Maresingel 54 en de Marnixstraat bevond zich ooit de "Henri Guillaume Arnaud Gemeenteschool" vernoemd naar de Nederlandse historicus Henri Guillaume Arnaud Obreen (1878 -1937). De school bood plaats aan 600 kinderen. De school stond oorspronkelijk in Leiderdorp, maar nadat Leiden in 1896 een deel van Leiderdorp annexeerde, behoorde de school aan Leiden toe. De school is rond 1959 gesloopt. Daarna kwamen er op die plaats twee nieuwe openbare scholen, de "Marnix van St Aldegonde" en "De Goudsbloem". Geen van deze scholen bestaat nog.
Ook bevond zich ooit aan de Marnixstraat een school voor Buitengewoon Lager Onderwijs (BLO), de "Dhr. A. van Voorthuijsenschool" die daar meer als een halve eeuw heeft gezeten. De straat lijkt wel iets met het onderwijs te hebben, want in 1937 verhuisde de schooltuintje naar de Marnixstraat omdat aan de Fruinlaan, waar de schooltuintje zaten deze plaats moesten maken voor. De bouw van het Stedelijk Gymnasium.
Ter ere van het veertig jarig bestaan van de bouwvereniging "Ons Belang" werd in 1953 in het plantsoen aan de Marnixstraat een bronzen beeld geplaatst. Het monument stelt een moeder met kind voor, wat huiselijk geluk moet uitbeelden. Met de herstructurering van de wijk is het beeld sindsdien verplaatst naar een speeltuin aan de Molenstraat.